# Azertyuiop (cheval)
Pour les articles homonymes, voir Azertyuiop.
Azertyuiop est un cheval de course français de race AQPS, spécialisé en steeple-chase sur deux miles. Il a remporté le trophée Arkle Challenge Trophy en 2003 pendant le Festival de Cheltenham, avant de remporter la Queen Mother Champion Chase l'année suivante. Élevé en France, il fut entrainé par Guillaume Macaire puis par John Hales.

## Carrière de courses
Débutant en France, entrainé par Guillaume Macaire, et évoluant sous les couleurs de Jacques Detré, Azertyuiop est invaincu à trois ans, et est cédé à John Hales, quittant la France pour le Royaume-Uni pour rejoindre l'entrainement de Paul Nicholls. Il remporte alors d'emblée une course de niveau groupe II, le Axminster Hurdle, et après une deuxième place à ce niveau, retrouve le succès dans un nouveau groupe II à Wincanton. Azertyuiop termine son année de quatre ans par une cinquième et dernière place de groupe I à Kempton. Après un moyen début de saison à cinq ans, l'AQPS remporte un troisième groupe II puis son premier groupe I, le Arkle Challenge Trophy Chase de Cheltenham. Continuant à être compétitif au niveau groupe, Azertyuiop remporte un deuxième groupe I à Cheltenham, les Queen Mother Champion Chase. Durant son année 2005, le cheval enchaine les places dans des courses de groupe, et termine sa carrière sur une deuxième place de groupe II à Sandown.

## Pedigree
| Origines de Azertyuiop (cheval) | Origines de Azertyuiop (cheval) | Origines de Azertyuiop (cheval) | Origines de Azertyuiop (cheval) |
| ------------------------------- | ------------------------------- | ------------------------------- | ------------------------------- |
| Père Baby Turk                  | Northern Baby                   | Northern Dancer                 | {{{ffff}}}                      |
| Père Baby Turk                  | Northern Baby                   | Northern Dancer                 | {{{fffm}}}                      |
| Père Baby Turk                  | Northern Baby                   | {{{ffm}}}                       | {{{ffmf}}}                      |
| Père Baby Turk                  | Northern Baby                   | {{{ffm}}}                       | {{{ffmm}}}                      |
| Père Baby Turk                  | Vieille Villa                   | {{{fmf}}}                       | {{{fmff}}}                      |
| Père Baby Turk                  | Vieille Villa                   | {{{fmf}}}                       | {{{fmfm}}}                      |
| Père Baby Turk                  | Vieille Villa                   | {{{fmm}}}                       | {{{fmmf}}}                      |
| Père Baby Turk                  | Vieille Villa                   | {{{fmm}}}                       | {{{fmmm}}}                      |
| Mère Temara                     | Rex Magna                       | {{{mff}}}                       | {{{mfff}}}                      |
| Mère Temara                     | Rex Magna                       | {{{mff}}}                       | {{{mffm}}}                      |
| Mère Temara                     | Rex Magna                       | {{{mfmf}}}                      |                                 |
| Mère Temara                     | Rex Magna                       | {{{mfmm}}}                      |                                 |
| Mère Temara                     | Charabia                        | {{{mmf}}}                       | {{{mmff}}}                      |
| Mère Temara                     | Charabia                        | {{{mmf}}}                       | {{{mmfm}}}                      |
| Mère Temara                     | Charabia                        | {{{mmm}}}                       | {{{mmmf}}}                      |
| Mère Temara                     | Charabia                        | {{{mmm}}}                       | {{{mmmm}}}                      |